# Myrtillocactus
Myrtillocactus é um gênero botânico da família cactaceae. Também conhecida como Cacto Arando.

## Sinonímia
- Myrtillocereus Fric & Kreuz.

## Espécies
Myrtillocactus cochal

Myrtillocactus geometrizans - whortleberry cactus

etc.